# Rezerwat przyrody Okrąglak
Rezerwat przyrody Okrąglak – krajobrazowy rezerwat przyrody położony w gminie Pobiedziska, powiecie poznańskim (województwo wielkopolskie). Znajduje się na terenie Parku Krajobrazowego Promno, na gruntach w zarządzie Nadleśnictwa Czerniejewo.
Został utworzony w 2002 roku w celu ochrony fragmentu Jezior Babskich z jeziorkiem Okrąglak.
Powierzchnia: 8,14 ha (akt powołujący podawał 8,15 ha). Obszar rezerwatu podlega ochronie ścisłej (7,09 ha) i czynnej (1,05 ha).
Przez rezerwat przebiega Szlak Osadnictwa Olęderskiego w Gminie Nekla.

## Flora
- grzybień biały
- kruszczyk szerokolistny
- wawrzynek wilczełyko
- kalina koralowa
- marzanka wonna
- pierwiosnka lekarska
- kruszyna pospolita

## Podstawa prawna
- Rozporządzenie Nr 52/2002 Wojewody Wielkopolskiego z dnia 23 grudnia 2002 r. w sprawie uznania za rezerwat przyrody
- Rozporządzenie Nr 25 Wojewody Wielkopolskiego z dnia 3 października 2008 r. w sprawie rezerwatu przyrody „Okrąglak”
- Zarządzenie Regionalnego Dyrektora Ochrony Środowiska w Poznaniu z dnia 21 października 2019 r. w sprawie rezerwatu przyrody „Okrąglak”